# Música & Som
Música & Som é uma revista portuguesa fundada em 1977.
Propriedade da Diagrama teve como primeiro director António Luís Mendonça. Começou em 11 de Fevereiro de 1977 e terminou em 1987. A partir do nº 113 mudou de nome para "Vídeo Música e Som".
Começou com a periodicidade quinzenal passando a mensal com a edição de Novembro de 1978. Algumas das edições eram bimensais. Foram sendo publicadas também edições especiais relacionadas com temas como Elvis Presley, Beatles, Rolling Stones, New Wave, Saturday Night Fever, etc.
O seu último director foi Artur Duarte Ramos, que faleceu em 20 de janeiro de 2021. Foram colaboradores nomes como Ana Rocha, Marinho Falcão, Fernando Peres Rodrigues, João Gobern, Nuno Infante do Carmo, Ricardo Camacho, António Sérgio, Jaime Fernandes, Bernardo Brito e Cunha, Miguel Esteves Cardoso, Trindade Santos e João David Nunes, entre outros.
A revista mensal "Top Música & Som", dirigida também por António Luís Mendonça e propriedade da Diagrama, teve o seu nº 1 em Novembro de 1978 e durou até Novembro de 1979. Passou depois a ser incluída na edição de domingo do jornal Correio da Manhã.
Actualmente existe um site da Música & Som que, não tendo qualquer relação com a revista do mesmo nome, assume a referência ao nome da publicação original.